# Любительские кинокамеры СССР

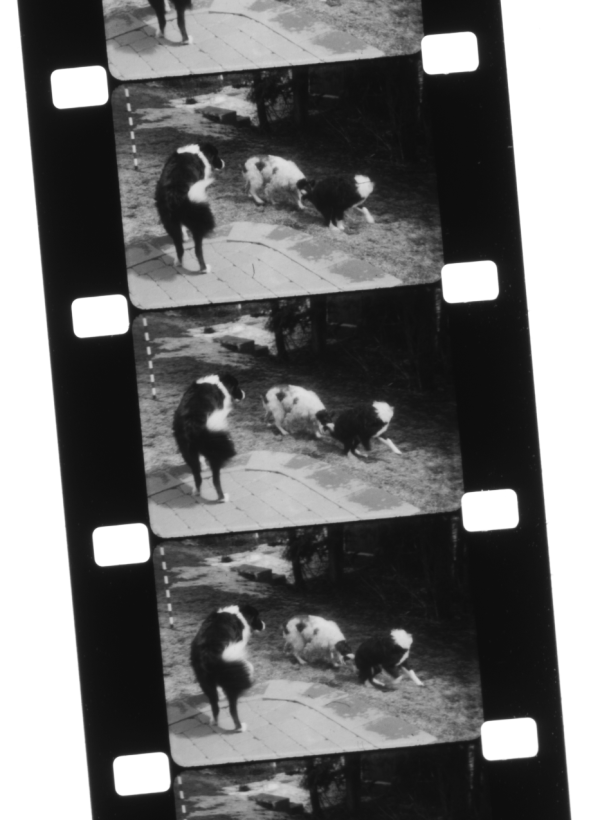
16-мм киноплёнка с двухсторонней перфорацией

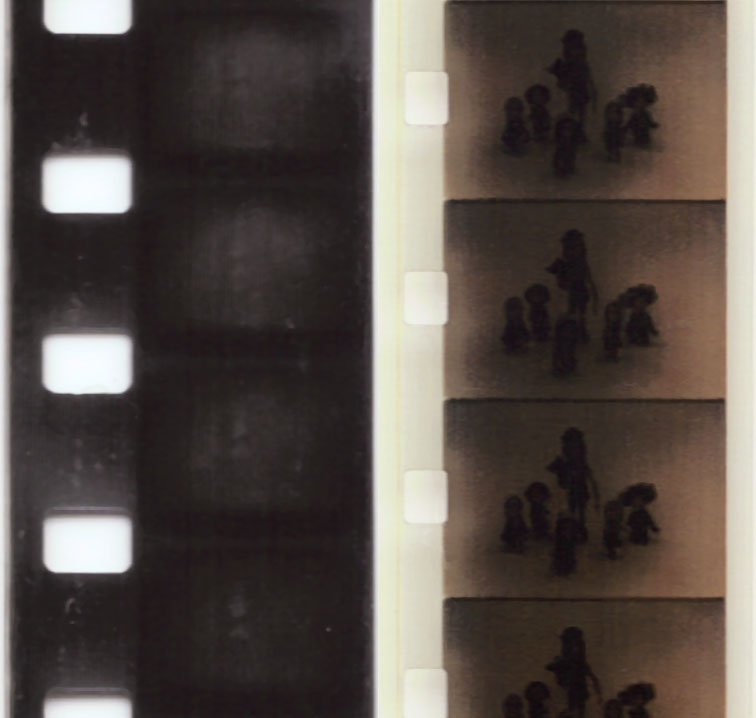
8-мм киноплёнка типа «N8» и «Супер-8»

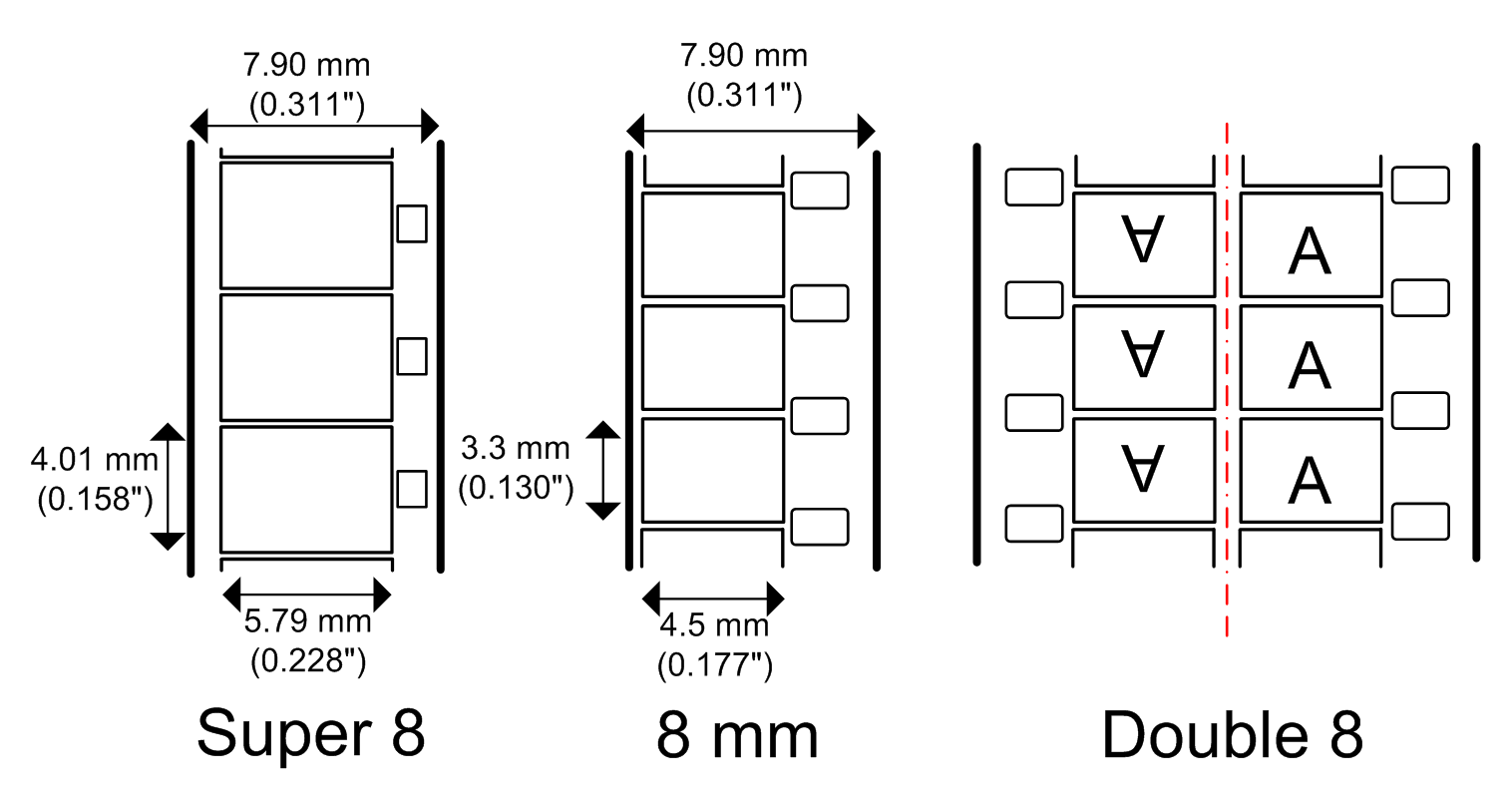
Киноплёнка Super-8, 8-мм и 2×8 мм

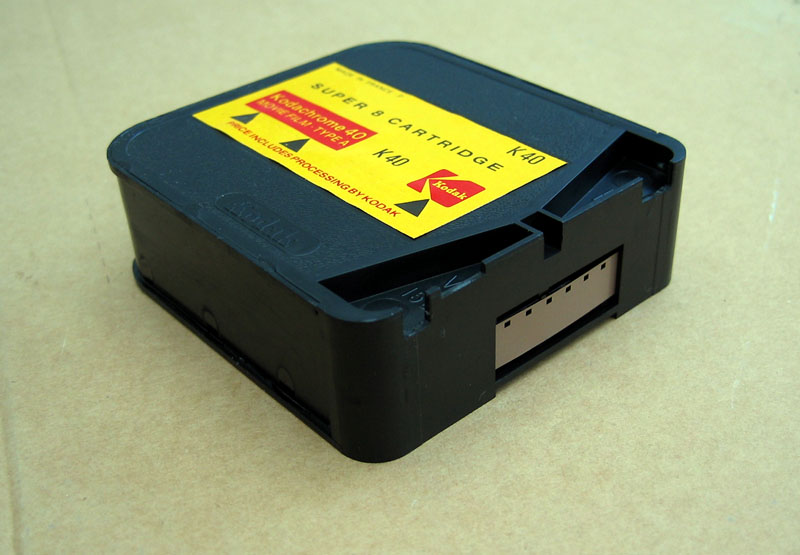
Кассета «Super-8»

Первый советский киносъёмочный аппарат «Пионер» для кинолюбителей был выпущен в 1941 году. Камера была рассчитана на 17,5-мм киноплёнку, получаемую разрезанием стандартной 35-мм киноплёнки вдоль, и совмещала функции кинокопировального аппарата и кинопроектора. Однако, начавшаяся Великая Отечественная война, помешала продолжению производства. Следующий аппарат 16С-1 для 16-мм киноплёнки сошёл с конвейера завода «Ленкинап» только в 1948 году. С 1957 года в СССР начато массовое производство любительских киносъёмочных аппаратов (кинокамер). Выпуск продолжался вплоть до 1990-х годов, когда любительская киноаппаратура была вытеснена бытовой видеотехникой.
Советские кинолюбители пользовались преимущественно 8-мм киносъёмочными аппаратами (формат киноплёнки 8 мм, 2×8 мм, «Супер-8» и 2×8С (2×8 Супер)). Кинокамеры на 16-мм киноплёнку в любительских условиях применялись реже — сдерживающим фактором были повышенный расход дорогостоящей киноплёнки и высокая цена оборудования, а также тяжесть и размеры аппаратуры.
В СССР любительские киносъёмочные аппараты выпускались Казанским оптико-механическим заводом, Ленинградским оптико-механическим объединением (ЛОМО), Красногорским механическим заводом и Киевским заводом автоматики им. Г. И. Петровского. В конце 1950-х — начале 1960-х годов любительские кинокамеры выпускались и на Московском патефонном заводе.

## Любительские киносъёмочные аппараты Ленинградского оптико-механического объединения
В 1960-е — 1980-е годы на Ленинградском оптико-механическом объединении (ЛОМО) выпускались любительские узкоплёночные (8-мм) киносъёмочные аппараты (кинокамеры).

### «Спорт», формат 2×8 мм
«Спорт» — серия первых советских любительских кинокамер с электроприводом (питание от батарей типа КБС (4,5 вольт). Зарядка киноплёнкой 2×8 на стандартных бобинах по 10 м. Скорость 16 кадр/сек.
- «Спорт» (1960—1962) — объектив Триплет «Т-40» 2,8/10 фикс-фокус, ручная установка диафрагмы. Видоискатель оптический.
- «Спорт-2» (1961—1965) — усовершенствованный «Спорт», возможность подключения внешнего источника питания (в контейнере).
- «Спорт-3» (1962—1968) — добавлен режим покадровой съёмки, возможность использования съёмной экспонометрической насадки «ЭКС-2» (обеспечивает полуавтоматическую установку диафрагмы).
- «Спорт-4» — модернизация камеры «Спорт-3», объектив Триплет «Т-51» 2,8/10.

### «Лада», формат 2×8 мм
«Лада» (с 1963) — первая советская любительская кинокамера с автоматической установкой диафрагмы и объективом с переменным фокусным расстоянием.
Экспонометрическое устройство с наружным CdS-фоторезистором, питание от ртутно-цинковых элементов РЦ-53 (никель-кадмиевых аккумуляторов Д-0,06). Возможна ручная установка диафрагмы с контролем по стрелочному индикатору в поле зрения видоискателя. Пружинный привод. Зарядка киноплёнкой 2×8 на стандартных бобинах по 10 м. Скорости 8, 16, 24, 48 кадр/сек и покадровая. Дисковый обтюратор. Объектив «ПФ-2» с переменным фокусным расстоянием 1,7/9-37. Видоискатель беспараллаксный с отводом лучей от съёмочного объектива через светоделительную призму.
Кинокамера «Лада» комплектовалась светофильтрами, масками для комбинированных съёмок и компендиумом для их крепления.
Кинокамера «Лада-2» имеет незначительные технические отличия.

### «Аврора», формат 2×8 мм

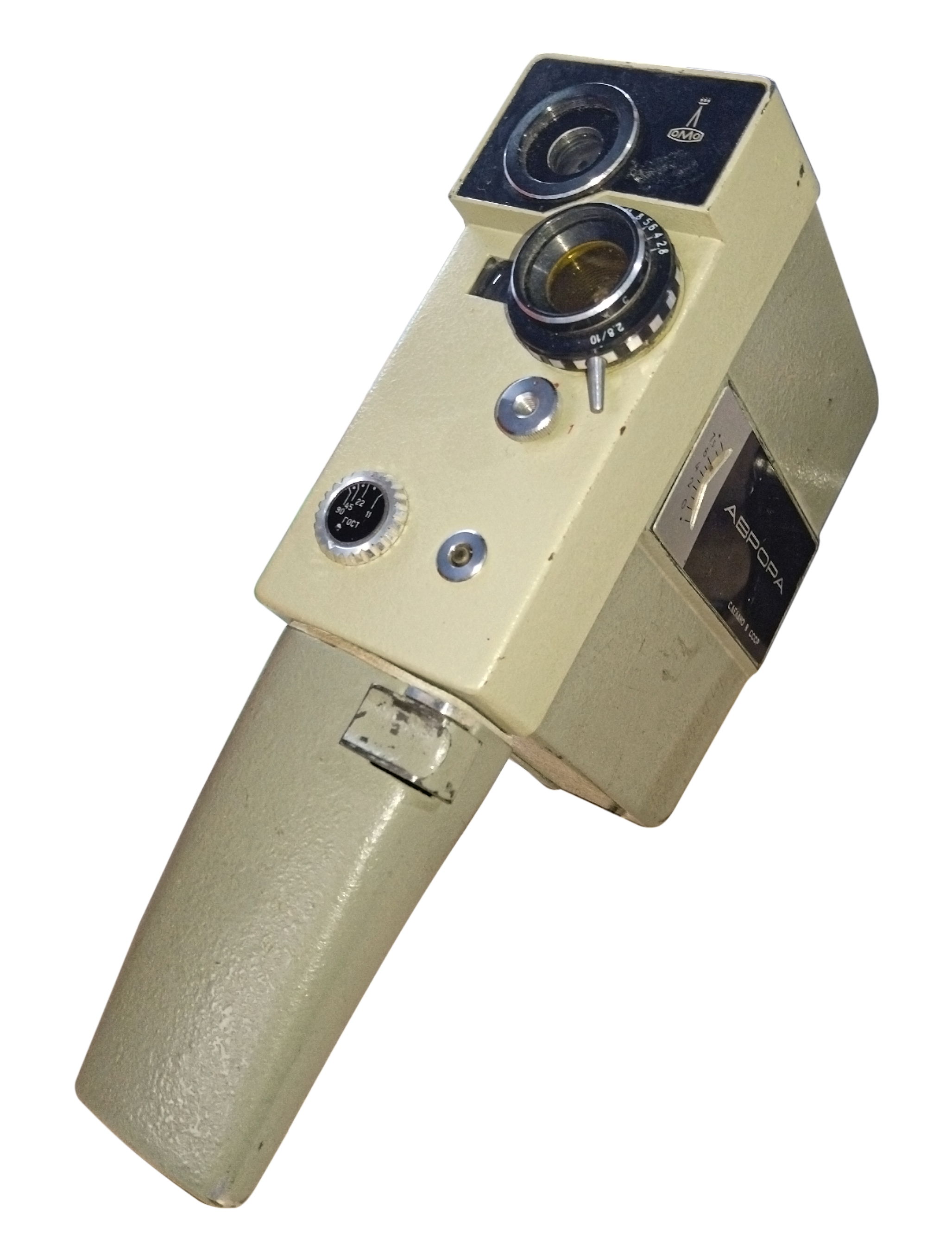
Любительская кинокамера «Аврора»

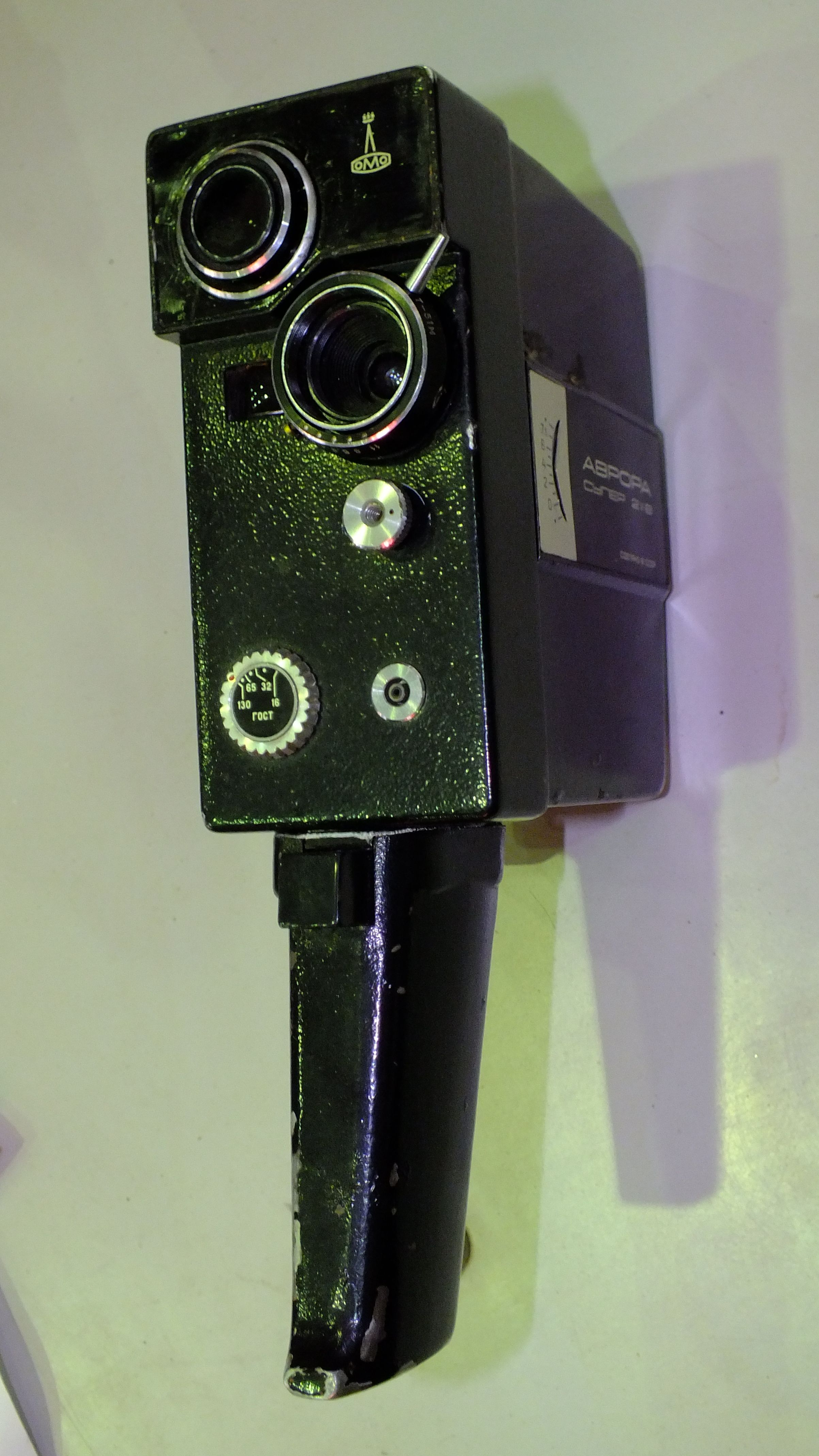
«Аврора супер 2×8»

«Аврора» (вторая половина 1960-х) — любительская кинокамера с электроприводом (питание от батарей типа КБС (4,5 вольт). Дальнейшее развитие линейки кинокамер «Спорт». Зарядка киноплёнкой 2×8 на стандартных бобинах по 10 м. Скорость 16 кадр/сек. Встроенное экспонометрическое устройство с наружным CdS-фоторезистором обеспечивает полуавтоматическую установку диафрагмы. Объектив Триплет «Т-51» 2,8/10, фикс-фокус. Возможность применения длиннофокусной афокальной насадки. Телескопический видоискатель с увеличением 0,35× обеспечивает минимальный параллакс на расстояниях от 1 местра.
«Аврора супер 2×8» (1970-е годы) — модификация кинокамеры «Аврора 2×8» для киноплёнки Супер 2×8. Объектив «Т-51М» 2,8/10. Скорость 18 кадр/сек.

### «Нева», формат 2×8 мм
«Нева» и «Нева-2» (первая половина 1960-х годов) — любительские метражные кинокамеры с полуавтоматической установкой экспозиции (селеновый фотоэлемент), с пружинным приводом на 2 метра киноплёнки («Нева-2» — до 2,3-2,5 м). Зарядка киноплёнкой 2×8 на стандартных бобинах по 10 м. Скорости 8, 16, 24, 48 кадр/сек и покадровая. Дисковый обтюратор. Объектив «Ш-1» 1,9/13 с фокусировкой по шкале расстояний, на турели закреплена широкоугольная (0,5×) и длиннофокусная (2×) афокальная насадка. Видоискатель оптический, со сменными линзами и коррекцией параллакса.
В 1960-е годы кинокамеры «Нева» являлись наиболее совершенными любительскими киносъёмочными аппаратами в СССР.

### «Лантан», формат 2×8 мм
«Лантан» (1969—1975) — зарядка киноплёнкой 2×8 на стандартных бобинах по 10 м. Полуавтоматическая установка диафрагмы с помощью экспонометрического устройства с наружным CdS-фоторезистором, питание от ртутно-цинковых элементов РЦ-53 (никель-кадмиевых аккумуляторов Д-0,06). Привод пружинный, завод на 2 метра плёнки. Скорости 8, 16, 24, 48 кадр/сек и покадровая съёмка, ручная обратная отмотка плёнки. Объектив с переменным фокусным расстоянием «Гранит-3» 1,4/7,5-32 мм. Возможность макросъёмки. Синхронизатор для синхронной звукозаписи с помощью устройства «Синхро-8». Беспараллаксный видоискатель с расширенным полем визирования, отвод части лучей от объектива через светоделительную призму.

### Семейство «ЛОМО-Аврора», формат Super-8

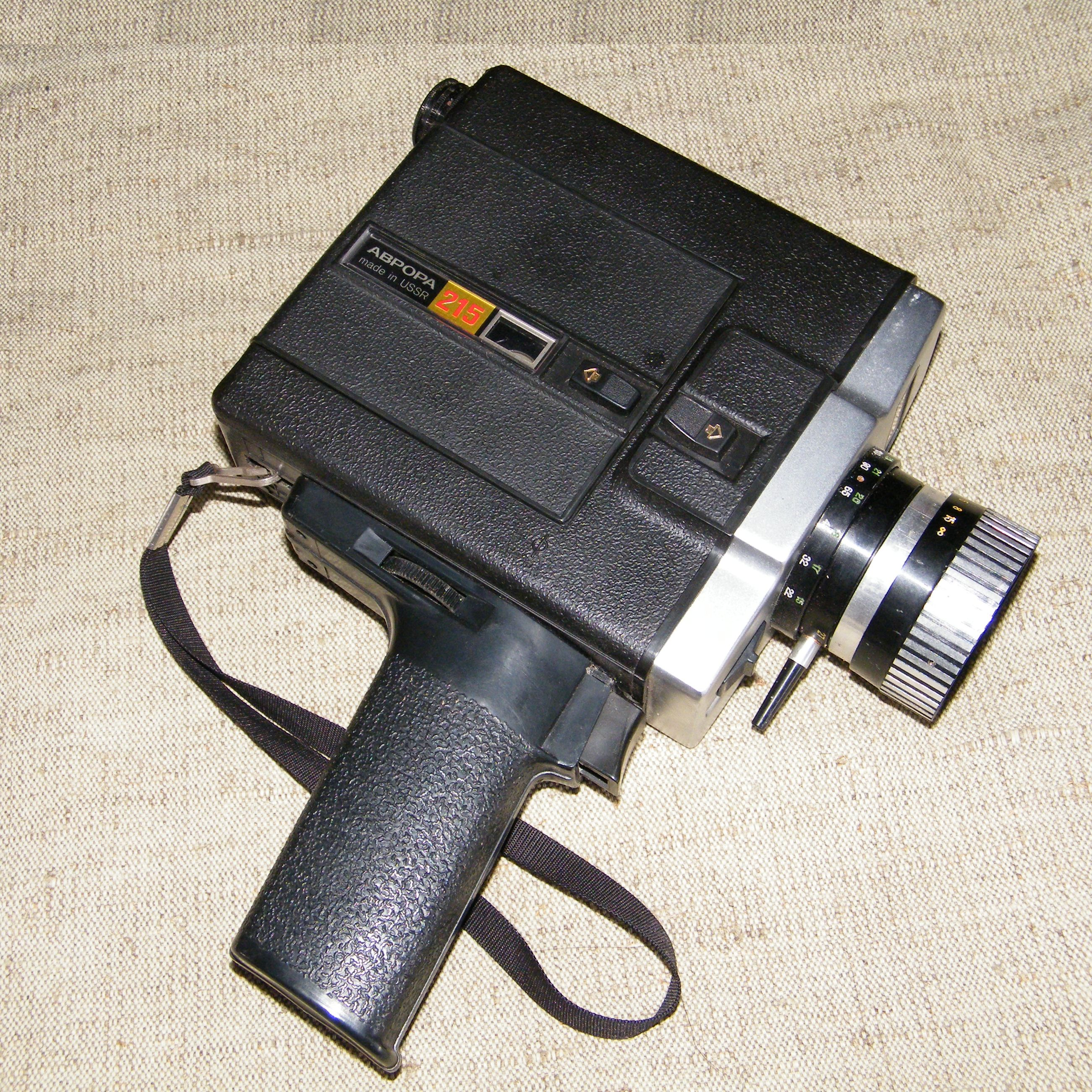
«Аврора-215»

В 1970-е годы освоен выпуск унифицированной серии «ЛОМО-214», «ЛОМО-216», «ЛОМО-218», предназначенных для съёмки на 8-мм киноплёнку формата «Super-8» (зарядка в унифицированной кассете, 15 метров).
Кинокамерам «ЛОМО-214, −216, −218» предшествовали камеры «Аврора-10» и «Аврора-12» (1971—1975) — первые советские любительские киносъёмочные аппараты с кассетной зарядкой «Super-8». 

Конструкционно «Аврора-10» идентична «Авроре-12», основное отличие: десятая модель — с ручной установкой диафрагмы, в том числе по шкале символов погоды; двенадцатая — возможность автоматической установки диафрагмы (только 32 и 45 ед. ГОСТ).
Привод кинокамер «Аврора-10» и «Аврора-12» от электродвигателя постоянного тока с центробежным регулятором, единственная частота съемки 18 кадр/сек, источник питания — четыре элемента 316, ёмкости батарей достаточно для съёмки четырёх кассет. Объектив — Триплет «Т-54» 2,8/16, фокусировка по символам расстояний. Видоискатель оптический параллаксный (0,55×) со шкалой счётчика метража, «Аврора-12» — дополнительно отображается шкала значений диафрагмы.
В кинокамерах «Аврора-10» и «Аврора-12» имеется встроенный цветокорректирующий светофильтр типа «А». Применяется при дневной съёмке на цветную обращаемую киноплёнку, сбалансированную на цветовую температуру ламп накаливания. Ввод светофильтра — ручной кнопкой на передней панели.
Счётчик метража киноплёнки — автоматический, включается при установке кассеты в камеру. При извлечении кассеты счётчик автоматически обнуляется.
С 1976 года начат выпуск унифицированных кинокамер «ЛОМО-214», «ЛОМО-216», «ЛОМО-218», рассчитанных на кассетную зарядку «Super-8».
Общие технические характеристики:
Зарядка одноразовой кассетой «Super-8», 15 метров киноплёнки. В СССР выпускалась разборная кассета «КС-8» (аналог «Kodak K40»).
Несмотря на то, что кассета предусматривала автоматический ввод светочувствительности киноплёнки, в кинокамерах применялась ручная установка.
Привод электрический, источник питания — четыре элемента 316.
Единственная скорость 18 кадр/сек.
Ручной ввод встроенного цветокорректирующего светофильтра типа «А».
Видоискатель сквозной беспараллаксный, отвод лучей от съёмочного объектива с помощью светоделительной призмы.
- «ЛОМО-214» — объектив «Агат-14» 2,8/9-27 с переменным фокусным расстоянием, фокусировка по фокусировочному экрану и шкале расстояний от 1,5 м до «бесконечности». Ручная и автоматическая установка диафрагмы.
- «ЛОМО-216» — объектив Триплет «Т-55» 2,4/12, фикс-фокус. Ручная установка диафрагмы по символам погоды.
- «ЛОМО-218» — объектив Триплет «Т-55» 2,4/12, фикс-фокус. Ручная и автоматическая установка диафрагмы.

С 1978 года камеры после незначительной модернизации выпускались под наименованием «Аврора-215», «Аврора-217», «Аврора-219».
Кинокамеры «ЛОМО-Аврора» отличались низкой ценой, модель «214-215» стоила 145 рублей, «216-217» — 110 рублей, «218-219» — 90 рублей.

### Семейство «ЛОМО», высокого класса, для формата Super-8
В 1980-е годы в небольшом количестве выпускались любительские киносъёмочные камеры высокого класса производства «ЛОМО»: «ЛОМО-200», «ЛОМО-220», «Аврора-224», «Аврора-226».
Зарядка кассетная «Super-8», автоматический ввод светочувствительности киноплёнки. TTL-экспонометрическое устройство с автоматической установкой диафрагмы. Объектив с переменным фокусным расстоянием и электрическим приводом. Модель «ЛОМО-200» оборудована встроенным устройством для покадровой цейтраферной съемки, модель «ЛОМО-220» имела возможность проводить трюковые съёмки методом «наплыва». «Аврора-226» была оборудована звукоблоком для синхронной записи звука на киноплёнку с магнитной дорожкой.

## Киносъёмочные аппараты Красногорского механического завода
На Красногорском механическом заводе выпускались любительские 8-мм киносъёмочные аппараты семейства «Кварц» и 16-мм кинокамеры серии «Красногорск».
Кинокамеры «Красногорск» широко применялись в телевидении, для съёмки хроникально-документальных фильмов.

## Любительские киносъёмочные аппараты Казанского оптико-механического завода
Во второй половине 1950-х — 1960-х годах на Казанском оптико-механическом заводе (КОМЗ) выпускалась кинокамера «Кама» и любительские кинокамеры семейства «Экран».

### 8-мм кинокамеры КОМЗ
- «Кама» (1957—1964, по другим сведениям 1958—1962) — первая советская любительская 8-мм кинокамера. Привод пружинный, завод на 2 метра. Скорости 16 и 32 кадр/с, покадровая съёмка[10]. Зарядка кассетная, на 10 метров плёнки. Объектив Триплет 2,8/12,5 фикс-фокус. До «Камы» 8-мм киноаппаратура в СССР не производилась и не импортировалась[11]. Продавалась как отдельно, так и в комплекте с кинопроектором «8П-1».
- «Экран» (с 1961) — любительская 8-мм кинокамера. Скорости 8, 16, 24, 48 кадр/сек и покадровая съёмка, автоспуск. Обратная отмотка плёнки для съёмки спецэффектов. Зарядка кассетная, на 10 метров плёнки. Объектив Триплет 2,8/12,5 фикс-фокус. Видоискатель оптический со стрелочной индикацией счётчика плёнки. «Экран» — самая маленькая из советских 8-мм кинокамер, размеры её 105×95×43 мм, вес 600 г. Полностью отечественная разработка[12].
- «Экран-2» (с 1963) — любительская 8-мм кинокамера, модификация первого «Экрана», дополнительно комплектуется широкоугольной (0,5×) и длиннофокусной (2×) афокальными насадками с резьбовым креплением на объективе. Фокусное расстояние штатного объектива с использованием насадок составляет 6,25 и 25 мм соответственно.Видоискатель оптический, с насадочной линзой, в поле зрения видны кадровые рамки для трёх фокусных расстояний. Афокальные насадки и линза видоискателя также продавались отдельно и были совместимы с «Камой», «Экраном» первой модели и камерой «Спорт»[12].
- «Экран-3» (1965—1970) — любительская 8-мм кинокамера, разработана на основе «Экран-2», афокальные насадки (широкоугольная и длиннофокусная) с блендами и линзой видоискателя установлены на съёмной турели. Турель могла применяться и на ранних «Экранах». Конструкция кинокамеры «Экран-3» позволяла использовать её в качестве кинокопировального аппарата для печати фильмокопий[12].

Для кинокамер «Экран-1, −2, −3» выпускался набор дополнительных принадлежностей: бленды, станок с насадочной линзой для изготовления титров, маски для трюковых съёмок, подводный бокс «Дельфин», дополнительные длиннофокусные насадки на объектив, кадрирующая насадка видоискателя, светофильтры, дополнительные кассеты.

### 2×8-мм кинокамеры КОМЗ
- «Экран-4» (1966—1975) — любительская 2×8 мм кинокамера с пружинным приводом. Скорости 8, 16, 24, 48 кадр/сек и покадровая съёмка. Зарядка стандартными бобинами 2×8 мм по 10 м. Объектив «Сатурн-6» 1,8/12,5, две афокальные насадки (широкоугольная — 0,5× и длиннофокусная — 2,0×) на турели. Видоискатель беспараллаксный с отбором 20 % светового потока призмой, встроенной в объектив, окулярная лупа с переменным увеличением. Полуавтоматическая установка диафрагмы при помощи экспонометрического устройства с селеновым фотоэлементом[13]. Из советских кинокамер формата 2×8 мм имеет наименьшие размеры.[12]
- «Экран-5» — модификация «Экрана-4», отличается кратностью афокальных насадок и бо́льшим увеличением окулярной лупы.

## Московский патефонный завод, 2×8-мм кинокамера «Турист»
«Турист» — любительская кинокамера, выпускавшаяся в 1957 — 1962 годах на Московском патефонном заводе. Зарядка киноплёнкой 2×8 на стандартных бобинах по 10 м. Привод пружинный, скорости 10-64 кадр/сек и покадровая съёмка. Объектив Триплет 2,8/12,5, фикс-фокус. Видоискатель оптический с кадровыми рамками для компенсации параллакса. Прототип кинокамеры «Турист» — камера «Admira-8E», производства Meopta, Чехословакия.

## 16-мм кинокамеры Киевского завода автоматики им. Г. И. Петровского

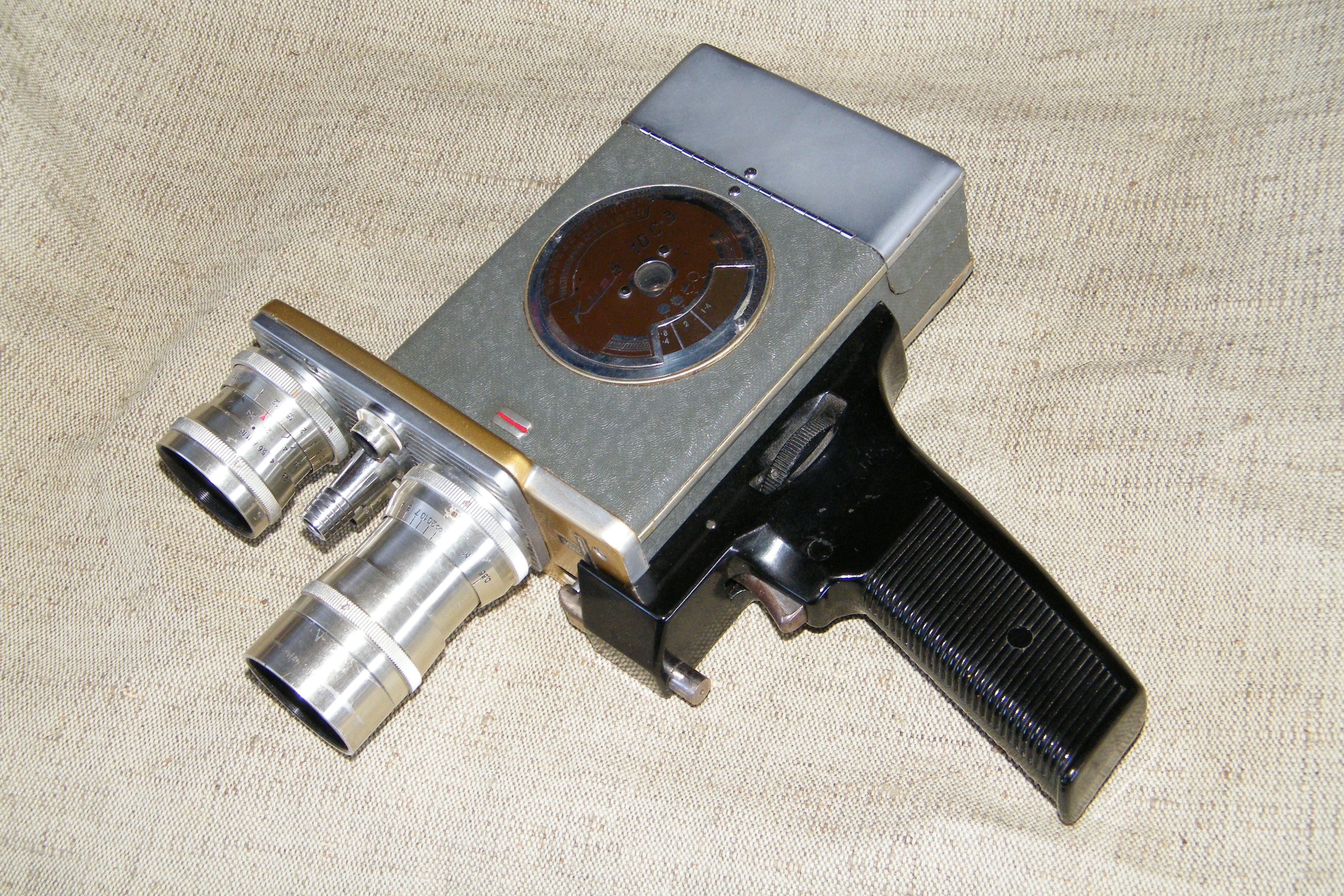
«Киев-16С-3»

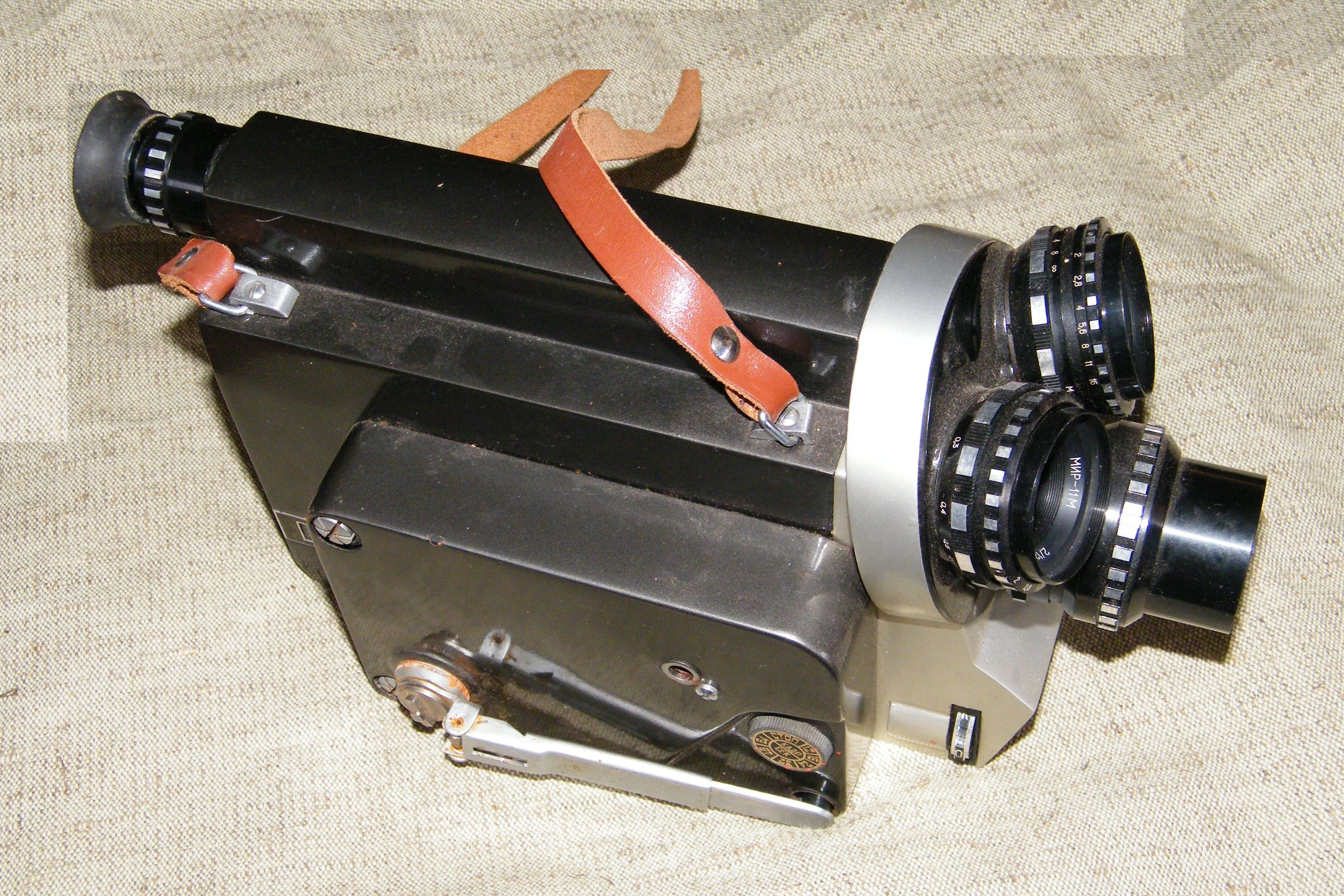
«Киев-16У»

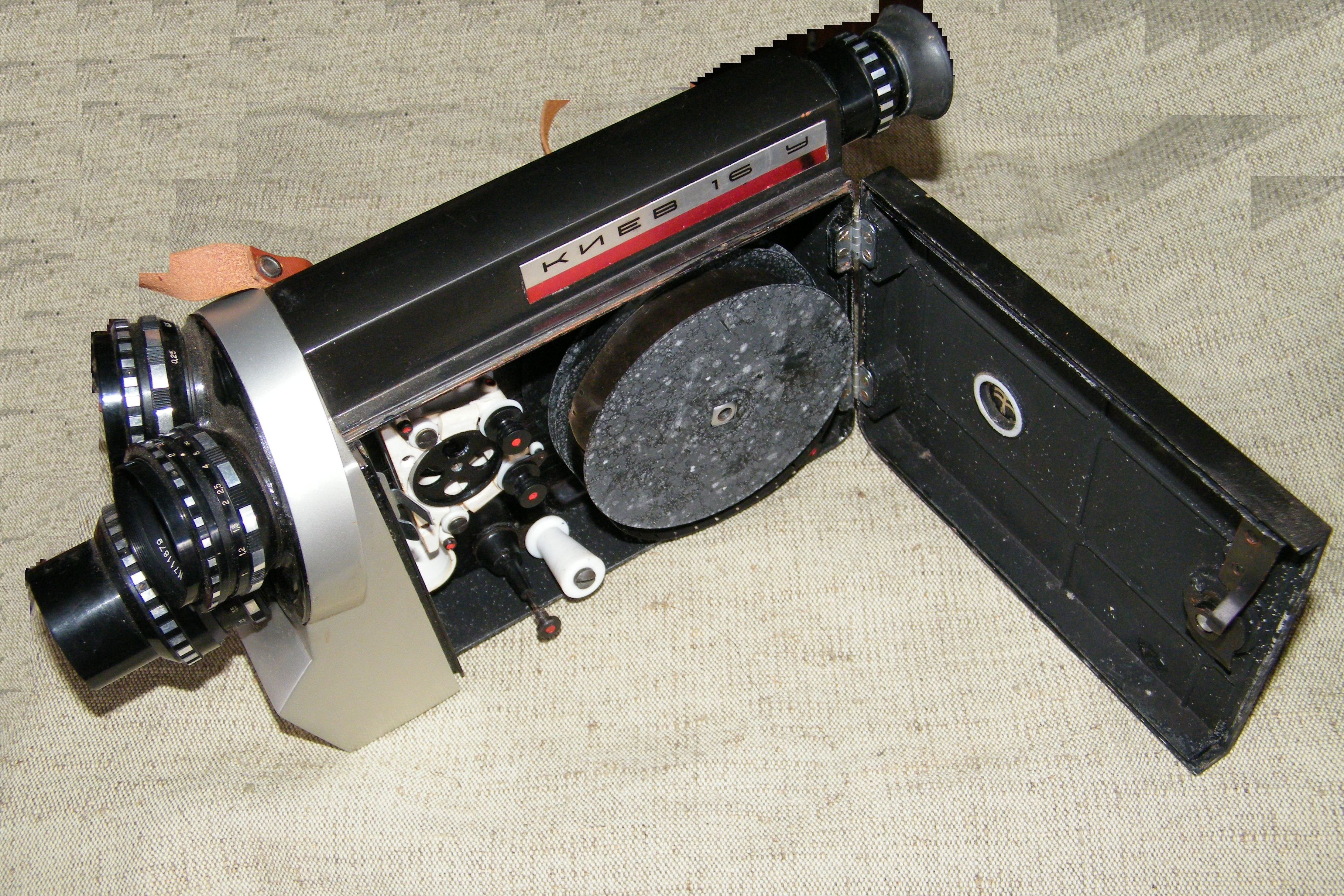
«Киев-16У», зарядка коаксиальными бобинами

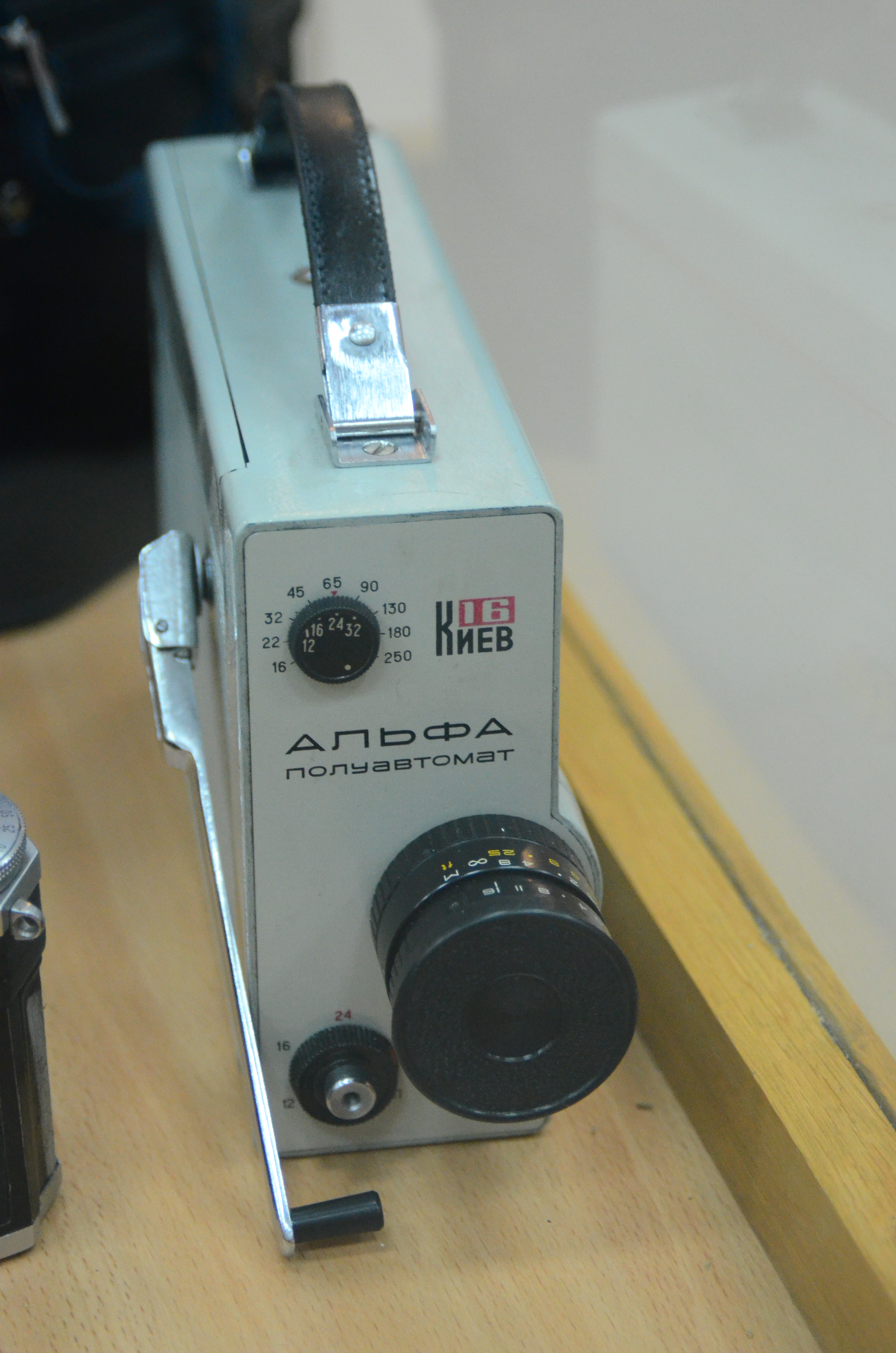
«Альфа-полуавтомат»

Киевский завод автоматики им. Г. И. Петровского (на некоторых кинокамерах производитель обозначался как «завод Точприбор») со второй половины 1950-х по 1980-е годы включительно выпускал 16-мм киносъёмочные камеры, применявшиеся преимущественно в профессиональных целях. Тем не менее, кинокамеры «Киев» и «Альфа» («Альфа-полуавтомат») поступали в розничную торговую сеть и были доступны кинолюбителям.
- «Киев-16С-2» (с 1957) — киноплёнка 16-мм с двухсторонней перфорацией, пружинный привод, зарядка кассетами типа «Кодак-Магазин» по 15 м, дисковый обтюратор. Объективы «РО-51» 2,8/20, «Индустар-50» 3,5/50. Являлась копией кинокамеры «Magazine Camera-200 T» производства Bell & Howell, США.
- «Киев-16С-3» (1966—1971) — модификация камеры «Киев-16С-2», рассчитана на киноплёнку с двухсторонней и односторонней перфорацией. Изменены лентопротяжный механизм и конструкция кассеты, невзаимозаменяемой с предыдущей моделью[15]. Камера укомплектована дополнительными аксессуарами.
- «Киев-16У» (с 1966) — съёмный пружинный привод, скорости 12, 16, 24, 32, 48, 64 кадр/сек, покадровая съёмка, автозарядка и ручная обратная перемотка плёнки. Коаксиальное расположение бобин. На турели установлены объективы: «Мир-11» 2,0/12,5, «Вега-7» 2,0/20, «Таир-41» 2,0/50 с резьбовым креплением М32×0,5, рабочий отрезок 31 мм. Комплектовалась адаптером для установки сменной оптики от других камер.
- «Киев-16УЭ» (с 1972) — модификация камеры «Киев-16У», съёмный электропривод с питанием от аккумуляторов (встроенных или внешних). Совместима с пружинным приводом камеры «Киев-16У», встречается комплектация с двумя приводами.
- «Киев-16Э» — электрический привод, питание от внешних или внутренних аккумуляторов, скорости 16, 24, 32 кадр/сек и покадровая съёмка, сменный объектив «Вега-7» 2,0/20 (с креплением тип «С»), адаптером для установки сменной оптики с резьбовым креплением М42×1/45,5 мм, зеркальный обтюратор, видоискатель беспараллаксный[16]. ТТL-экспонометрическое устройство. В комплекте удлинительные кольца, зарядное устройство. Зарядка специальными кассетами.
- «Альфа» (с 1969) — пружинный привод, скорости 12, 16, 24, 32 кадр/сек и покадровая съёмка, сменный объектив «Вега-7Э» 2,0/20 (с креплением тип «С»). Зарядка бобинами по 30 м. Видоискатель беспараллаксный, отбор света от объектива через светоделительную призму. Углепластиковый корпус[17].
- «Альфа-полуавтомат» (с 1972) — модификация камеры «Альфа», TTL-экспонометрическое устройство с полуавтоматической установкой экспозиции.